# Marion Freisler
Marion Freisler, geborene Russegger (* 10. Februar 1910 in Hamburg; † 21. Januar 1997 in München), war die Ehefrau des Präsidenten des nationalsozialistischen Volksgerichtshofs, Roland Freisler.

## Leben
Marion Russegger heiratete am 24. März 1928 Roland Freisler. Dieser war zu jener Zeit Rechtsanwalt und Stadtverordneter der NSDAP in Kassel. Sie hatten zwei Söhne (* 1937 und * 1939), beide wurden getauft. Ihr Mann Roland Freisler kam bei dem US-Luftangriff auf Berlin am 3. Februar 1945 ums Leben.
Marion Freisler beanspruchte später erfolglos zwei als Nachlassbestandteil ihres Ehemanns beschlagnahmte Grundstücke, deren Kaufpreise angeblich aus ihrer Mitgift bezahlt worden waren. In seinem Testament vom 1. Oktober 1944 hatte ihr Ehemann behauptet: „Die beiden Häuser Hüttenweg 14A und Habelschwerdter Allee 9 gehören meiner Frau. Sie zählen also nicht zu meinem Nachlaß.“ Eine Spruchkammer in West-Berlin stellte jedoch fest, dass Marion Freisler bei der Eheschließung mittellos gewesen war und die Zahlungen für die Grundstücke mit den Gehaltszahlungen des Ehemanns korrespondierten. Deshalb fielen die Grundstücke in den Nachlass des Ehemanns, den Marion Freisler zwar beerbt hatte, jedoch konnte damit eine im Sühneverfahren gegen Roland Freisler bzw. seinen Nachlass festgesetzte Geldstrafe von 100.000 DM verrechnet werden.
Nach dem Krieg nahm Marion Freisler wieder ihren Geburtsnamen Russegger an. Sie wurde gemäß Spruchkammerbescheid vom 29. April 1953 im Entnazifizierungsverfahren als „nicht belastet“ eingestuft und zog nach München. Russegger wurde im Grab ihrer Eltern auf dem Waldfriedhof Dahlem am Hüttenweg in Berlin bestattet, wo auch Roland Freisler anonym beerdigt worden war. Der Name Freisler ist auf dem Grabstein nicht genannt.

## Witwenrente
1985 wurde bekannt, dass die monatliche Witwenrente der Kriegsopferversorgung von Marion Freisler im Jahr 1974 um 400 DM durch Zuerkennung eines Berufsschadensausgleichs erhöht worden war. Diese Ausgleichszahlung wurde damit begründet, dass im Falle Freisler unterstellt werden müsse, dass er, wenn er den Krieg überlebt hätte, als Rechtsanwalt oder Beamter des höheren Dienstes ein höheres Einkommen erzielt hätte. Nach Angabe des zuständigen Staatsministeriums habe der Bescheid auf „unselbständige Tätigkeiten in der privaten Wirtschaft bei abgeschlossenem Hochschulstudium“ abgestellt. Der Chef des Versorgungsamtes München I, Ernst Nay, versuchte den Bescheid anzufechten, scheiterte aber innerhalb der Beamtenhierarchie. Öffentlich bekannt wurde der Fall erst, als am 29. Januar 1985 der SPD-Parlamentarier Günter Wirth eine schriftliche Anfrage an die bayerische Staatsregierung stellte. Dazu legte das Bayerische Staatsministerium für Arbeit und Soziales dar, dass der Bewilligungsbescheid von 1974 rechtswidrig war, weil Freislers Tod beim Bombenangriff für die wirtschaftliche Lage der Witwe nicht ursächlich gewesen sein könne, was ein Schadensausgleich aber voraussetze. Denn Roland Freisler wäre nach dem Krieg zum Tode oder zu einer lebenslänglichen Freiheitsstrafe verurteilt worden und hätte deshalb die unterstellte Tätigkeit mit Hochschulabschluss in der privaten Wirtschaft gar nicht ausüben können. Gemäß § 48 Abs. 3 des Sozialgesetzbuchs – Zehntes Buch konnten aber nur weitere Erhöhungen der gesamten Versorgungsbezüge versagt werden. Trotz des erheblichen öffentlichen Aufsehens über diese Entscheidungen blieb es daher bei der Rentenzahlung für Freislers Witwe.
Erst 1997 – in Marion Russeggers Sterbejahr – wurde durch Einfügung des § 1a in das Bundesversorgungsgesetz für Kriegsgeschädigte, die während der Herrschaft des Nationalsozialismus gegen die Grundsätze der Menschlichkeit oder der Rechtsstaatlichkeit verstoßen hatten, sowie für deren Hinterbliebene eine Versorgung ausgeschlossen. Auch Altfälle waren von dieser Novellierung betroffen. Bei diesen Fällen entfiel der Anspruch auf Versorgung mit Wirkung für die Zukunft bei einer besonderen Schwere der Taten.